# Champniers (Charente)
 Champniers  es una población y comuna francesa, en la región de Poitou-Charentes, departamento de Charente, en el distrito de Angoulême y cantón de Le Gond-Pontouvre.

## Demografía
| 2613 | 2762 | 3493 | 4094 | 4358 | 4604 |
| Para los censos de 1962 a 1999 la población legal corresponde a la población sin duplicidades (Fuente: INSEE [Consultar]) |      |      |      |      |      |